# 住野よる
住野 よる（すみの よる）は、日本の小説家、作詞家。大阪府在住。男性。

## 経歴
高校時代より執筆活動を開始した。もともとは電撃小説大賞に応募していたが、一次選考に通らず、作風を見直して書き上げた「君の膵臓をたべたい」は、応募規定よりも長くなってしまい投稿できなかった。他の賞に送るも結果は振るわなかったが「この作品だけは誰かに読んでもらいたい」という想いから、2014年2月ごろ、夜野やすみ名義で、小説投稿サイト「小説家になろう」に「君の膵臓をたべたい」を投稿。同作が話題となり、双葉社から書籍化されデビューするに至った。ペンネームの由来については、後付けと断っているものの「教室のすみっこにいるような子の夜に創造性があるはずだという意味」と語っている。
2023年10月、『恋とそれとあと全部』によって第72回小学館児童出版文化賞を受賞した。

## 人物
単行本の巻末「著者紹介」には嗜好する食品や場所を一つは掲載することが恒例化しており、これまでに「パピコ」「よなよなエール」「天下一品」「清水音泉」「サービスエリア」などを挙げている。
音楽では、THE BACK HORN、GOOD ON THE REELのファンであることを公表している。
また、アイドルグループAぇ!groupのファンであるとも明かしている。

## 作品リスト

### 単行本
- 『君の膵臓をたべたい』 （双葉社、2015年6月17日） ISBN 978-4-575-23905-8
  - 文庫版（双葉文庫、2017年4月） ISBN 978-4-575-51994-5
  - 双葉社ジュニア文庫版（2018年7月） ISBN 978-4-575-24109-9
- 『また、同じ夢を見ていた』 （双葉社、2016年2月19日） ISBN 978-4-575-23945-4
  - 文庫版（双葉文庫、2018年7月） ISBN 978-4-575-52125-2
- 『よるのばけもの』 （双葉社、2016年12月7日） ISBN 978-4-575-24007-8
  - 文庫版（双葉文庫、2019年4月10日） ISBN 978-4-575-52209-9
- 『か「」く「」し「」ご「」と「』 （新潮社、2017年3月22日） ISBN 978-4-10-350831-1
  - 「か、く。し！ご？と」 （『小説新潮』2015年9月号）
  - 「か／く＼し＝ご＊と」 （『小説新潮』2015年12月号）
  - 「か1く2し3ご4と」 （『小説新潮』2016年2月号）
  - 「か♠く♢し♣ご♡と」 （『小説新潮』2016年4月号）
  - 「か→く↓し←ご↑と」 （『小説新潮』2016年6月号）
    - 文庫版　（新潮文庫、2020年11月1日）ISBN 978-4-10-102351-9
- 『青くて痛くて脆い』 （KADOKAWA、2018年3月2日） ISBN 978-4-04-105206-8
  - 初出：『文芸カドカワ』Vol.28（2017年4月号） - Vol.37（2018年1月号）
  - 文庫版（角川文庫、2020年6月） ISBN 978-4-04-109015-2
- 『麦本三歩の好きなもの』（幻冬舎、2019年3月5日）ISBN 978-4-344-03435-8
  - 「麦本三歩は歩くのが好き」
  - 「麦本三歩は図書館が好き」（『小説幻冬』2018年1月号「麦本三歩は配架が好き」 改題）
  - 「麦本三歩はワンポイントが好き」（『小説幻冬』2018年4月号）
  - 「麦本三歩は年上が好き」
  - 「麦本三歩はライムが好き」
  - 「麦本三歩は生クリームが好き」 （『小説幻冬』2018年5月号）
  - 「麦本三歩は君が好き」 （『小説幻冬』2018年3月号）
  - 「麦本三歩はブルボンが好き」 （『小説幻冬』2018年6月号）
  - 「麦本三歩は魔女宅が好き」
  - 「麦本三歩はファンサービスが好き」
  - 「麦本三歩はモントレーが好き」
  - 「麦本三歩は今日が好き」 （『小説幻冬』2016年12月号）
- 『この気持ちもいつか忘れる』
  - CD付き・先行限定版（新潮社、2020年9月16日）ISBN 978-4-10-350832-8
  - CDなし（新潮社、2020年10月19日）ISBN 978-4-10-350833-5
  - 初出：『週刊新潮』2018年9月27日号 - 2019年8月1日号 / 「THE BACK HORN×住野よるコラボプロジェクト公式サイト」2018年10月 - 2019年7月
    - 文庫版（新潮文庫、2023年6月26日）ISBN 978-4101023526
- 『麦本三歩の好きなもの 第二集』（幻冬舎、2021年2月25日）ISBN 978-4-344-03756-4
  - 「麦本三歩は寝るのが好き」
  - 「麦本三歩は焼売が好き」（『小説幻冬』2019年8月号）
  - 「麦本三歩は蟹が好き」
  - 「麦本三歩はプリンヘアが好き」（『小説幻冬』2020年3月号）
  - 「麦本三歩は辻村深月が好き」
  - 「麦本三歩は東京タワーが好き」
  - 「麦本三歩は女の子が好き」（『小説幻冬』2020年5月号）
  - 「麦本三歩は角が好き」
  - 「麦本三歩はパーティが好き」
  - 「麦本三歩は楽しい方が好き」（『小説幻冬』2020年4月号）
  - 「麦本三歩は復讐ものが好き」
  - 「麦本三歩は明日が好き」
- 『腹を割ったら血が出るだけさ』 （双葉社、2022年7月29日） ISBN 9784575245431
  - 文庫版（双葉文庫、2025年8月） ISBN 978-4-575-52860-2
- 『恋とそれとあと全部』(文藝春秋、2023年2月24日)ISBN 978-4-16-391660-6
- 『告白撃』(KADOKAWA、2024年5月22日)ISBN 978-4041147344
- 『歪曲済アイラービュ』(新潮社、2024年12月18日)ISBN 978-4103508342
  - 「滅亡型サボタージュ」（『小説新潮』2023年3月号）
  - 「炎上系ファンファーレ」（『小説新潮』2024年1月号）
  - 「地獄行パルクール」（『小説新潮』2024年8月号）
- 『麦本三歩の好きなもの 第三集』（幻冬舎、2025年6月11日）ISBN 9784344044425
  - 「麦本三歩はイメチェンが好き」（『小説幻冬』2024年6月号）

### 単行本未収録作品

#### 『君の膵臓をたべたい』関連作品
- 「日々の透き通るもたれ合い」（sumika シングルCD「ファンファーレ / 春夏秋冬」初回限定盤 2018年8月） - 前日譚
- 「父と追憶の誰かに」（アニメ映画『君の膵臓をたべたい』劇場来場者特典 2018年9月） - 後日譚

#### 『か「」く「」し「」ご「」と「』関連作品
- 「な、ら。い！ご？と」（『か「」く「」し「」ご「」と「』単行本QRコード 以下同じ）
- 「つ／き＼づ＝き＊し」
- 「な1か2な3お4り」
- 「あ♠か♢ら♣さ♡ま」
- 「は↓つ←で↑え→と」
- 「く♠ろ♢う♣に♡ん」

#### 『青くて痛くて脆い』関連作品
- 「多様性なくてここに」（『ダ・ヴィンチ 』2020年9月号）[16]

#### 『麦本三歩の好きなもの』関連作品
- 「超短編『麦本三歩をつくる音』各アーティストバージョン」（13篇）（コンピレーションCD『麦本三歩の好きな音』ブックレット 2021年3月）
- 「麦本三歩はあだ名が好き」（『小説幻冬』2023年1月号）

#### その他
- 「夢の名残」（loundraw 画集『Hello,light. 〜loundraw art works〜』2016年12月）
- 「DOPELAND」（BIGMAMA シングルCD「DOPELAND」 2017年7月） - 7th Album 『Fabula Fibula』の収録楽曲「愛はハリネズミのように」からインスパイアされた掌篇小説
- 「コンピレーション」（アンソロジー『行きたくない』2019年6月 角川文庫）ISBN 978-4041067888

### 作詞
- 無音が聴こえる（作曲：松本望）- 第89回NHK全国学校音楽コンクール高等学校の部課題曲

## その他
- インタビュー 『ダ・ヴィンチ』2016年1月号
- 「物語の最後に感情を持ち上げられる瞬間がある、そういう話が好きです。」（エッセイ）『公募ガイド』2016年5月号
- 「住野よる『か「」く「」し「」ご「」と「』刊行記念対談 私たちの「書く仕事」 彩瀬まる(作家)×住野よる(作家)」『波』2017年4月号
- 「〈対談〉越谷オサム×住野よる / お話はいつもファンタジーだった」『小説新潮』2017年4月号
- 「住野よるロングインタビュー&読者相談 教えて、住野先生!」等『ダ・ヴィンチ』2017年8月号
- 「対談 住野よる×乙一『青くて痛くて脆い』」『本の旅人』2018年3月号
- 「対談 住野よる×松本穂香「その『苦しみ』が未来をつくる」」『別冊文藝春秋』2020年11月号